# Bee Gees Songs and Performances of 1964
A Bee Gees Songs and Performances of 1964 című lemez a Bee Gees  együttes 1964-ben készült felvételeiből válogatás. 1964-ben még önálló nagylemezük nem jelent meg, kislemezen is csak néhány daluk, inkább más énekesek számára írtak dalokat és énekeltek háttérénekesként a Festival Records más lemezein. A válogatáslemez minden dalában szerepelnek, ahol nem ők az előadók, külön jelezve van.

## Az album dalai
1. And I'll Be Happy (Barry Gibb) – 2:14 – Trevor Gordon
2. Beach Ball  (Frank Gari, Jim McGuinn) – 1:52 – Jimmy Hannan
3. Blue Suede Shoes (Carl Perkins) – 2:15 – Johnny Devlin
4. Can't You See That She's Mine (Dave Clark, Mike Smith) – 2:17
5. Claustrophobia – (Barry Gibb) – 2:14
6. Could It Be – (Barry Gibb) – 2:03
7. Don't Say Goodbye (Barry Gibb) – 2:23
8. Hokey Pokey Stomp (Larry LaPrise, Charles P. Macak, Taftt Baker) – 2:02 – Jimmy Hannan
9. House Without Windows (Barry Gibb) – 2:35 – Trevor Gordon
10. Theme From Jamie Mcpheeters  (Jerry Winn, Leigh Harline) – 1:51
11. Turn Around, Look At Me (Jerry Capehart ) – 2:16
12. Yesteday's Gone (Chad Stuart, Wendy Kidd) – 2:28
13. You Gotta Have Love (Don Robey, Deadric Malone) – 2:40 – Jimmy Hannan
14. You Make Me Happy (Jimmy Curtiss) – 2:06 – Jimmy Hannan

## Közreműködők
- The Bee Gees
- Trevor Gordon
- Jimmy Hannan
- Johnny Devlin